# شهرستان آسکینسکی
شهرستان آسکینسکی (به لاتین: Askinsky District) یک شهرستان در روسیه است که در باشقیرستان واقع شده‌است.